# Quintana (Laguardia)
Quintana es un despoblado que actualmente forma parte del municipio de Laguardia, en la provincia de Álava, País Vasco (España).

## Historia
Documentado desde 1366, fue agregada a Laguardia y se desconoce cuándo se despobló.
Actualmente sus tierras son conocidas con el topónimo de Quintana.